# Красная Поляна (Саратовская область)
Кра́сная Поля́на — село в Марксовском районе Саратовской области, в составе Приволжского муниципального образования. Основано как немецкая колония Фишер в 1765 году. Население — 211 (2010).

## История
Основано в 1765 году. Первые поселенцы — 40 семей из Пруссии и Ганновера. По указу от 26 февраля 1768 года о наименованиях немецких колоний получила название Теляуза.
Лютеранское село. До 1917 года входило в состав Красноярского колонистского округа, с 1871 года — Красноярской волости Новоузенского уезда Самарской губернии.
По состоянию на 1857 год за селом было закреплено 3624 десятин (122 семьи). В селе имелись ветряные мельницы, 2 земских училища. Вследствие малоземелья выезды жителей: в 1878 году — в Америку (160 человек). Вероятно, в период Первой мировой войны переименовано в Рыбное.
После образования трудовой коммуны (автономной области) немцев Поволжья входило в состав Марксштадтского района. С 1922 года, после образования Красноярского кантона, и до ликвидации АССР НП в 1941 году, село Шульц относилось к Марксштадтскому кантону АССР немцев Поволжья.
В голод 1921 года в селе родилось 103, умерли 375 человек. В 1926 году в селе имелись сельсовет, кооперативная лавка, сельскохозяйственное кредитное товарищество, начальная школа. В период коллективизации организованы колхозы «Гемюзебау», «Ротер Штерн», «Фишер № 3». В 1927 году селу Рыбное, оно же Фишер, Марксштадского кантона возвращено название Теляузе. В 1931 году немцы составляли 99,9% населения села.
28 августа 1941 года был издан Указ Президиума ВС СССР о переселении немцев, проживающих в районах Поволжья. Немецкое население депортировано в Сибирь и Казахстан, село Теляузе, как и другие населённые пункты Красноярского кантона было включено в состав Саратовской области, переименовано в село Красная Поляна.

## Физико-географическая характеристика
Село находится в Низком Заволжье, относящемся к Восточно-Европейской равнине, на правом берегу реки Большой Караман (залива Волгоградского водохранилища). Высота центра населённого пункта — 20 метров над уровнем моря. Почвы тёмно-каштановые солонцеватые и солончаковые.
По автомобильным дорогам расстояние до областного центра города Саратова — 62 км, до районного центра города Маркс — 18 км, до административного центра сельского поселения села Приволжское - 15 км. Ближайший населённый пункт село Бобровка расположено в 5,5 км к югу от Красной Поляны.
Часовой пояс
Красная Поляна, как и вся Саратовская область, находится в часовой зоне МСК+1. Смещение применяемого времени относительно UTC составляет +4:00.

## Население
| 1767  | 1773  | 1788  | 1798  | 1816  | 1834  | 1850  |
| ----- | ----- | ----- | ----- | ----- | ----- | ----- |
| 132   | ↗142  | ↗213  | ↗220  | ↗354  | ↗656  | ↗993  |
| 1859  | 1889  | 1897  | 1904  | 1910  | 1920  | 1922  |
| ↗1298 | ↗1781 | ↗1921 | ↗2631 | ↗2853 | ↘2626 | ↘2055 |
| 1926  | 1931  | 1987  | 2002  | 2010  |       |       |
| ↘1803 | ↗2553 | ↘140  | ↗218  | ↘211  |       |       |